# Palacio Darul Aman

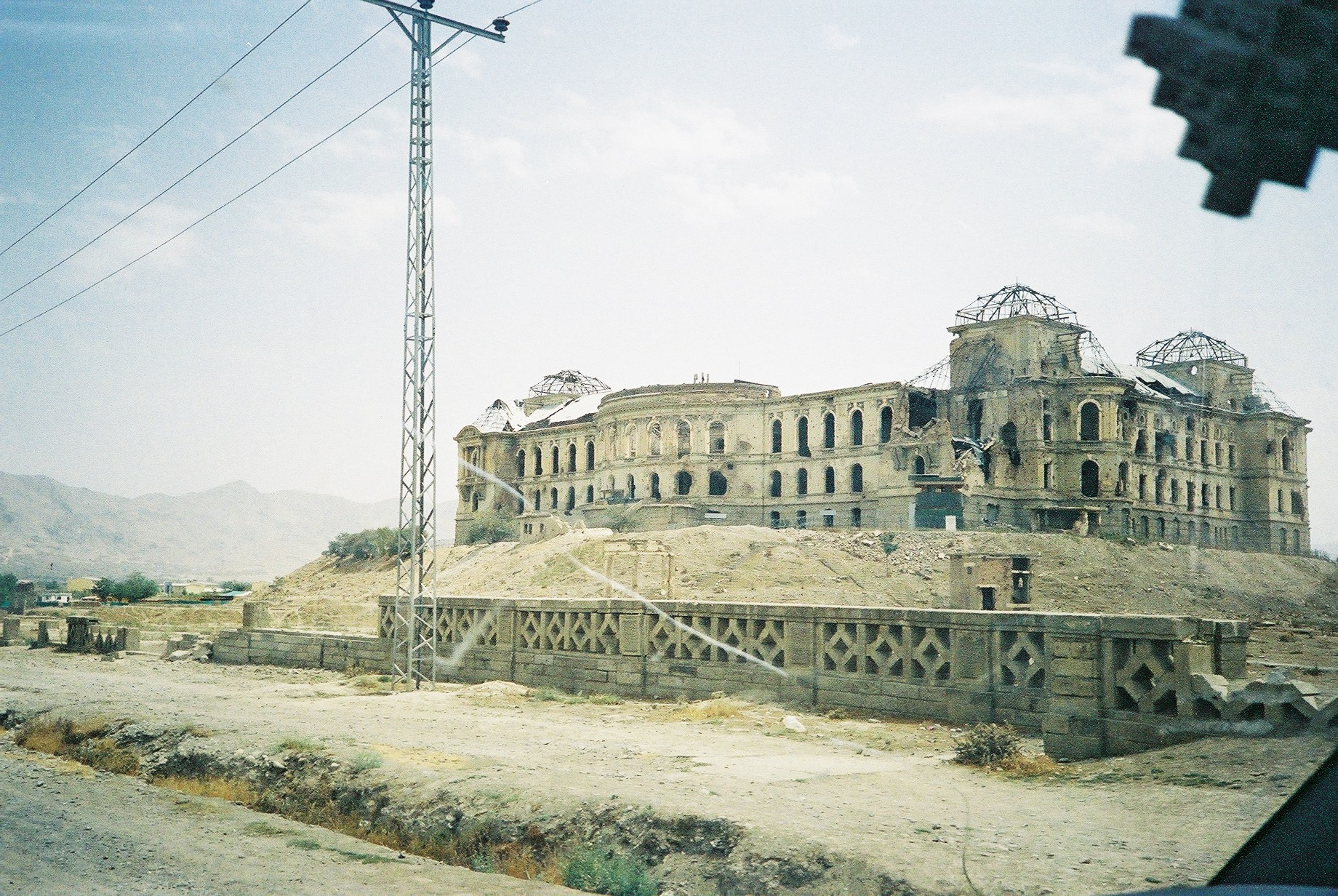
Elevación septentrional del Palacio Darul Aman mostrando el casco dañado infligido durante la lucha de los muyahidines por Kabul después de la retirada soviética.

El Palacio Darul Aman ("morada de paz") es un palacio de estilo europeo ubicado a dieciséis kilómetros del centro de Kabul (Afganistán). Fue completamente renovado en 2019 con motivo del centésimo aniversario de la independencia afgana, el 19 de agosto de 2019. El proceso de restauración culminó en julio de 2019.

## Historia
El Palacio Darul Aman fue construido durante la década de 1920 como parte de la campaña reformista de modernización del rey Amanulá Khan. Es un edificio neoclásico imponente en una loma rodeada por una llanura, en un valle polvoriento de la parte occidental de la capital afgana.
Se valoró como sede para un futuro parlamento en las afueras de Kabul. El edificio estuvo sin uso durante muchos años después de que los conservadores religiosos forzaran a Amanulá a dejar el poder y detuvieran sus reformas.
El Palacio Darul Aman fue dañado primeramente por un incendio en 1969, siendo restaurado para ser sede del Museo de Kabul y más tarde del Ministerio de Defensa durante los años setenta y ochenta.
A la sede del ministerio de defensa, el palacio fue atacado durante la Revolución de Saur, el 27 de abril de 1978.

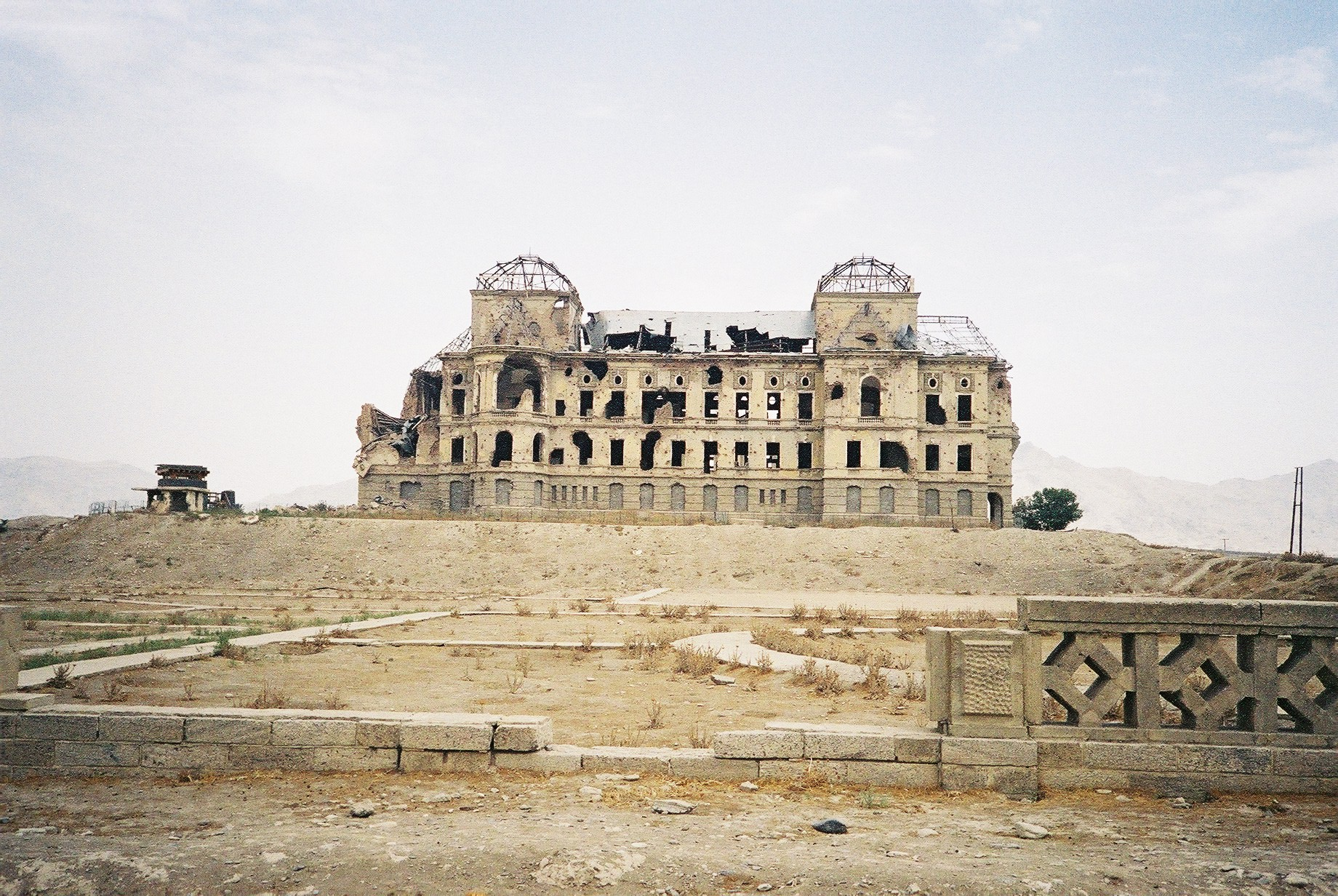
Elevación occidental del Palacio Darul Aman.

Fue arrasado nuevamente por las facciones rivales muyahidines que luchaban por el control de Kabul a comienzos de los años 90. En 2019 terminan los trabajos de restauración y reconstrucción del palacio.